# Вэнь Чжэнмин

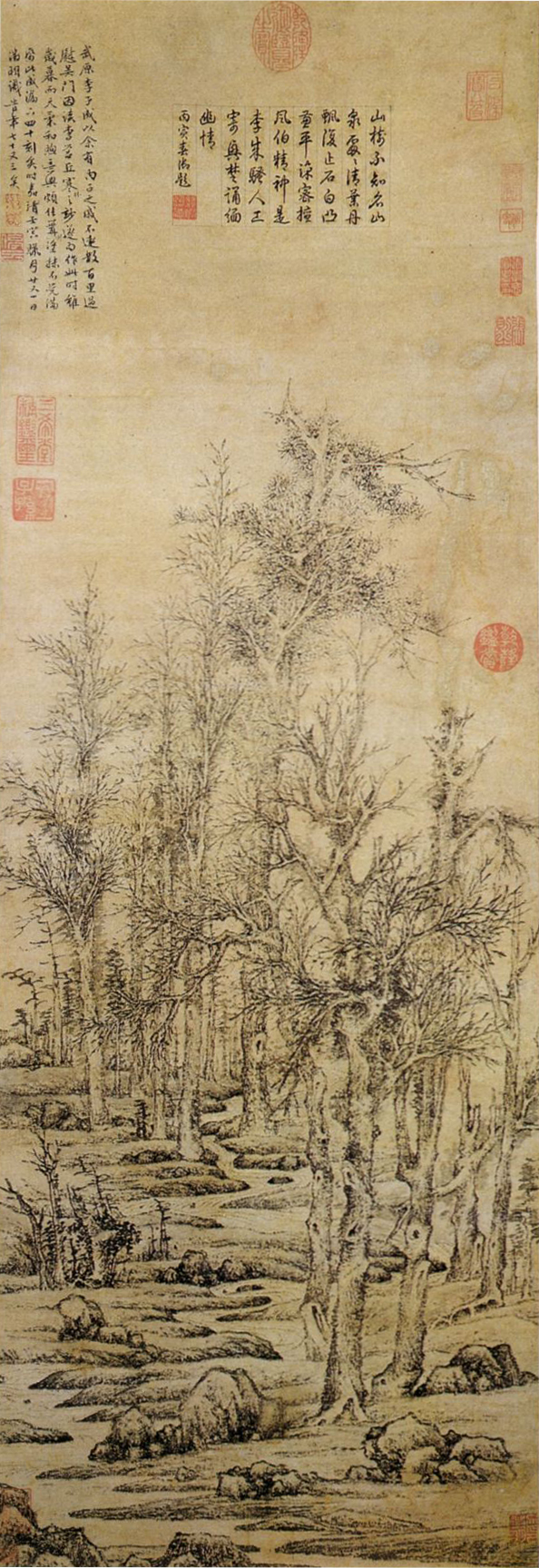
Зимние деревья (по Ли Чэну)

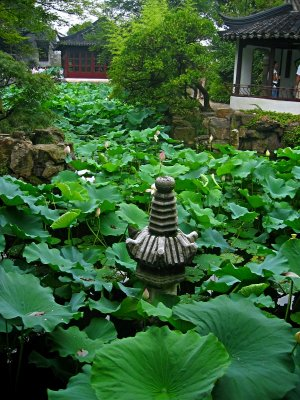
Сад скромного чиновника в Сучжоу

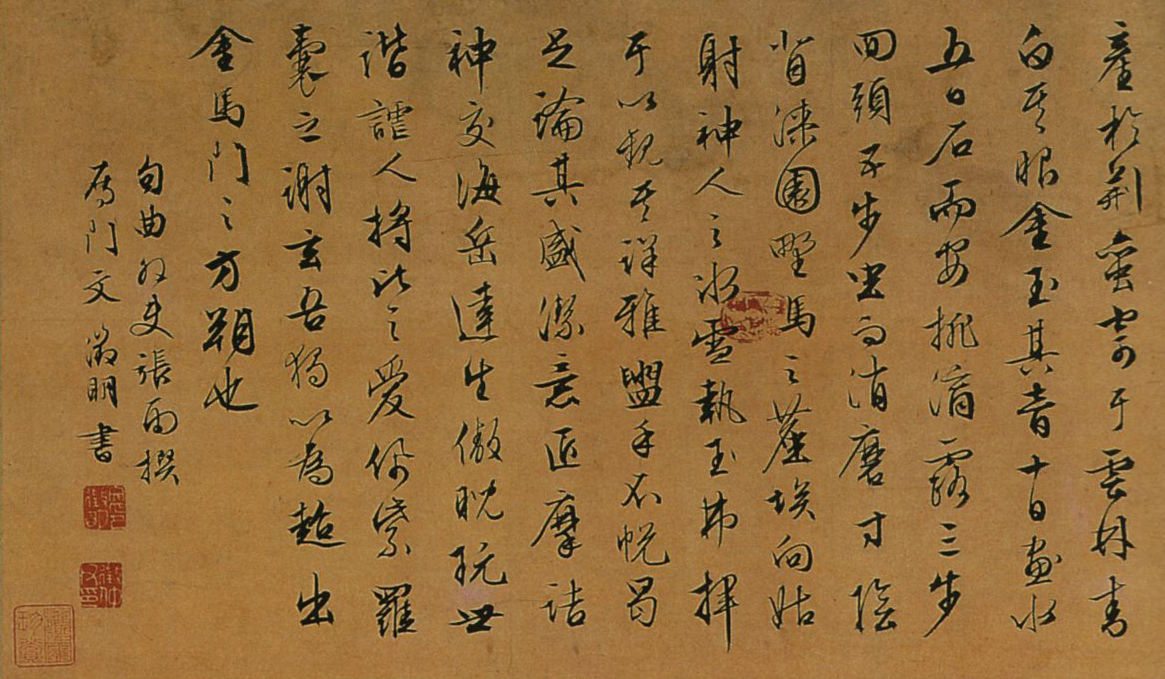
Образец каллиграфии Вэнь Чжэнмина

Вэнь Чжэнми́н (кит. 文徵明, 1470, Сучжоу-1559, там же) — китайский художник и каллиграф, крупнейший мастер династии Мин.
Автор пейзажей, предметом которых избирал самые простые мотивы (одинокое дерево, пустынная скала). По его замыслу был построен Сад скромного чиновника, один из четырёх прекраснейших садов Китая.